# Driedmeat Lake
Driedmeat Lake är en sjö i Kanada.   Den ligger i provinsen Alberta, i den centrala delen av landet, 2 800 km väster om huvudstaden Ottawa. Driedmeat Lake ligger 681 meter över havet. Arean är 10,7 kvadratkilometer. Den sträcker sig 14,0 kilometer i nord-sydlig riktning, och 7,4 kilometer i öst-västlig riktning.
Trakten runt Driedmeat Lake består till största delen av jordbruksmark. Runt Driedmeat Lake är det mycket glesbefolkat, med 2 invånare per kvadratkilometer.